# L'Enfant - Una storia d'amore
L'Enfant - Una storia d'amore (L'Enfant) è un film del 2005 diretto da Jean-Pierre e Luc Dardenne.
La pellicola ha vinto la Palma d'oro come miglior film al 58º Festival di Cannes.

## Trama
Sonia mette al mondo un figlio, ma Bruno, il suo compagno, lo vende di propria iniziativa ad una banda malavitosa nella convinzione di fare una scelta necessaria, dato che la giovane coppia non possiede i mezzi economici per allevare il bambino.
Di fronte alla confessione di Bruno, Sonia ha un malore, viene condotta in ospedale e qui denuncia il compagno alla polizia. Nel frattempo Bruno recupera il bambino, ma i trafficanti lo avvertono che dovrà restituire il doppio del denaro che aveva ricevuto, e lo malmenano per fargli capire che non scherzano.
Sonia viene dimessa dall'ospedale, ma torna a casa col bambino da sola, senza più voler vedere Bruno, il quale cerca di procurarsi il denaro di cui ha bisogno rubando.
Finito in carcere, Bruno riceve la visita di Sonia e insieme a lei scoppia in lacrime.

## Produzione

### Riprese
Il film è stato girato a Seraing, comune della periferia di Liegi, sulle rive della Mosa, dove i fratelli Dardenne sono cresciuti.

## Riconoscimenti
- Festival di Cannes 2005
  - Palma d'oro
- Premio André Cavens 2005
- Premi Lumière 2006
  - Miglior film francofono
- Guldbagge 2006
  - Miglior film straniero